# Campeonato de Sudáfrica de Ciclismo en Ruta

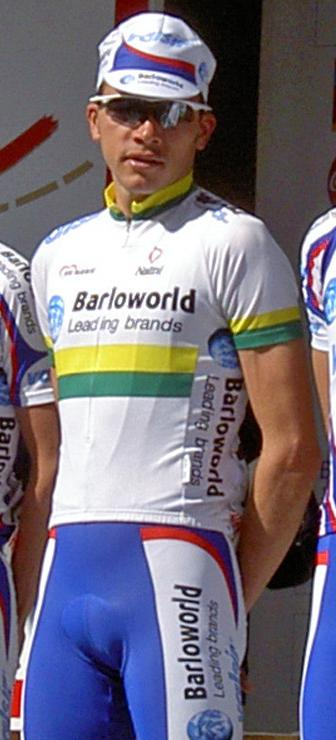
Ryan Cox vestido como campeón de Sudáfrica en ruta

Los Campeonatos de Sudáfrica de Ciclismo en Ruta se organizan todos los años.

## Palmarés
| Año  | Ganador                     | Segundo                     | Tercero                     |
| ---- | --------------------------- | --------------------------- | --------------------------- |
| 1995 | Malcolm Lange               |                             |                             |
| 1997 | Rodney Green                | Jac-Louis Van Wijk          | Jacques Fullard             |
| 1998 | Simon Kessler               | Jacques Fullard             | Malcolm Lange               |
| 1999 | Malcolm Lange               | Rudolf Wentzel              | Jacques Fullard             |
| 2000 | Simon Kessler               | Kosie Loubser               | Rudolf Wentzel              |
| 2001 | Jacques Fullard             | Simon Kessler               | Owen Hannie                 |
| 2002 | Tiaan Kannemeyer            | Ryan Cox                    | Morné Bester                |
| 2003 | David George                | Malcolm Lange               | Rodney Green                |
| 2004 | Ryan Cox                    | David George                | Nicolas White               |
| 2005 | Ryan Cox                    | Tiaan Kannemeyer            | Rodney Green                |
| 2006 | Jacques Fullard             | Darren Lill                 | David George                |
| 2007 | Malcolm Lange               | David George                | Neil MacDonald              |
| 2008 | Ian Mcleod                  | Jacques Janse Van Rensburg  | Waylon Woolcock             |
| 2009 | Jamie Ball                  | Daryl Impey                 | Kosie Loubser               |
| 2010 | Christoff Van Heerden       | Nicolas White               | James Lewis Perry           |
| 2011 | Darren Lill                 | Burry Stander               | Christoff Van Heerden       |
| 2012 | Robert Hunter               | Reinardt Janse van Rensburg | Johann Rabie                |
| 2013 | Jay Thompson                | Louis Meintjes              | Johann Rabie                |
| 2014 | Louis Meintjes              | Daryl Impey                 | Jay Robert Thomson          |
| 2015 | Jacques Janse Van Rensburg  | Daryl Impey                 | Jayde Julius                |
| 2016 | Jacobus Venter              | Stefan de Bod               | Reinardt Janse van Rensburg |
| 2017 | Reinardt Janse van Rensburg | Stefan de Bod               | Willie Smit                 |
| 2018 | Daryl Impey                 | Jacques Janse Van Rensburg  | Nolan Hoffman               |
| 2019 | Daryl Impey                 | Ryan Gibbons                | Stefan de Bod               |
| 2020 | Ryan Gibbons                | Daryl Impey                 | Jayde Julius                |
| 2021 | Marc Oliver Pritzen         | Willie Smit                 | Nicolas Dlamini             |
| 2022 | Reinardt Janse van Rensburg | Willie Smit                 | Marc Oliver Pritzen         |
| 2023 | Travis Stedman              | Reinardt Janse van Rensburg | Gert Heyns                  |
| 2024 | Ryan Gibbons                | Nortje Tristan              | Morne van Niekerk           |
| 2025 | Daniyal Mathews             | Casper Kruger               | Daniel Loubser              |